# 福岡世徳

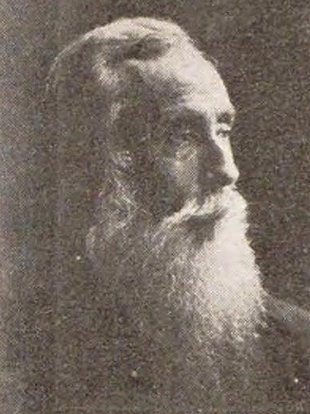
福岡世徳

福岡 世徳（ふくおか つぐのり、嘉永元年10月15日（1848年11月10日） - 昭和2年（1927年）1月30日）は、日本の衆議院議員（立憲政友会）、松江市長。弁護士。

## 経歴
出雲国松江に吉田蔵六の二男として生まれ、福岡至仙の養子となった。法律を学び、弁護士を開業。1889年（明治22年）、松江市長に選出された。
松江市長退任後の1912年（明治45年）、第11回衆議院議員総選挙に出馬し当選を果たした。